# 典論
《典論》，是曹丕輯錄他自己不同文章而成的文集，題材包括政治、文學及文化等。《隋書‧經籍志》記載有《典論》5卷及《一字石經‧典論》1卷。《太平御覽‧文部五》引述《西征記》指出《典論》曾刻於6塊石碑上。現在石刻早已不存，除了被選入《昭明文選》而傳世不已的〈論文〉1篇得以保存外，亦可在《三國志》裴松之的註文中找到《典論》的敘文，後來清人嚴可均輯錄《全三國文》時，從殘卷缺頁中輯成《典論》1卷。《典論》中的〈論文〉向來受文學研究者所重視，視為中國文學史上首篇專論文學的文學批評文章。

## 著書背景

### 争嗣
根據史料記載，曹丕與父親曹操及卞太后關係不及弟弟曹植，杨修等人又不斷稱讚曹植之文采，皆不利曹丕争嗣。因此曹丕藉此書使曹操另眼相看。

### 振興文學地位
建安以前，文學創作屢受輕視，其中以揚雄貶斥漢賦為「童子雕蟲篆刻」最為著名，曹丕之弟曹植也附和揚雄，認為「辭賦小道，固未足以揄揚大義、彰示來世也」。然而曹丕在〈論文〉中卻將文學創作的地位一下子提高成「經國之大業，不朽之盛事」。

## 內容

### 篇目
《典論》的篇目都是以二字命題的，如《姦讒》、《內誡》、《酒誨》、《自敘》、《論文》等等。這是兩漢以來的通則，如揚雄的《問神》、王充的《對作》。

### 對「建安七子」的批評
曹丕在〈論文〉中評論“建安七子”各人的文章，以王粲及徐幹為首。

### 文學批評
曹丕提出作家的才氣不同會導致作品的風格有異，亦即「文氣」的概念。 

原文為「文以氣（指才氣，或解為個性）為主，氣之清濁有體（有本質根據），不可力強而致（勉強求得）」。

### 泛論文弊
他於文章點明兩種文弊：
1. 「貴遠賤近，向聲背實」，這是指尊古卑今。
2. 「文人相輕 ，自古而然」。 曹丕以歷史事例指出文人互相貶損的習慣。

## 歷史記載
根據《三國志》及《魏書》記載，曹丕寫成《典論》以後，“集諸儒於肅城門內，講論大義，侃侃無倦”。 胡衝《吳歷》亦提到曹丕「以素書所著《典論》及詩賦餉孫權 ，又以紙寫一通與張昭」。 《魏志》又記載，後來魏明帝太和四年二月戊子，「以文帝《典論》刻石立於廟門之外”及大學，共有六碑」。表明曹丕自己及其後人都很重視這部《典論》。
《典论》一书在宋代已佚，今存《自叙》、《论文》两篇。严可均《全三国文》辑有《典论》佚文。清人孫馮翼有典論輯本，刊入《問經堂叢書》。另黃奭《漢學堂叢書》亦有輯本。

## 爭議
有人認為此書寫於曹丕做魏太子時期的建安二十二年至建安二十四年，其中太子時期說影響最巨, 張可禮、劉知漸、李澤厚、夏傳才等人皆主此說。其證據主要有: 
1. 《典論・論文》中提到「融等已逝」，說明此文寫於建安七子去世之後, 即建安二十二年之後。
2. 由魏國開陽侯卞蘭的《贊太子賦》，可知《典論》在曹丕當太子時已經問世。 [7]

## 軼事
《獨異志》記載：「魏文帝嘗著《典論》云，天下無切玉刀、火浣布。俄而外國進此二物，文帝遂毀《典論》。」描述魏文帝曹丕因為曾在《典論》寫天底下沒有切玉刀、火浣布，結果後來外國進貢此物，導致文帝自毀《典論》。 

## 著名文句
- 「貴遠賤近，向聲背實」
- 「文人相輕 ，自古而然」(成語只有「文人相輕」而已)
- 「家有敝帚 ， 享之千金」(成語「敝帚自珍」的由來)
- 「建安七子」文中首次將他們相提並論  即：孔融、陳琳、王粲、徐幹、阮瑀、應瑒、劉楨  等七人